# ویکتور نیکیفوروف
ویکتور نیکیفوروف (انگلیسی: Viktor Nikiforov; ۴ دسامبر ۱۹۳۱ – ۳ آوریل ۱۹۸۹) بازیکن هاکی روی یخ اهل اتحاد جماهیر شوروی سوسیالیستی بود.